# Eurytides salvini
Eurytides salvini är en fjärilsart som först beskrevs av Bates 1864.  Eurytides salvini ingår i släktet Eurytides och familjen riddarfjärilar. Inga underarter finns listade i Catalogue of Life.

## Bildgalleri

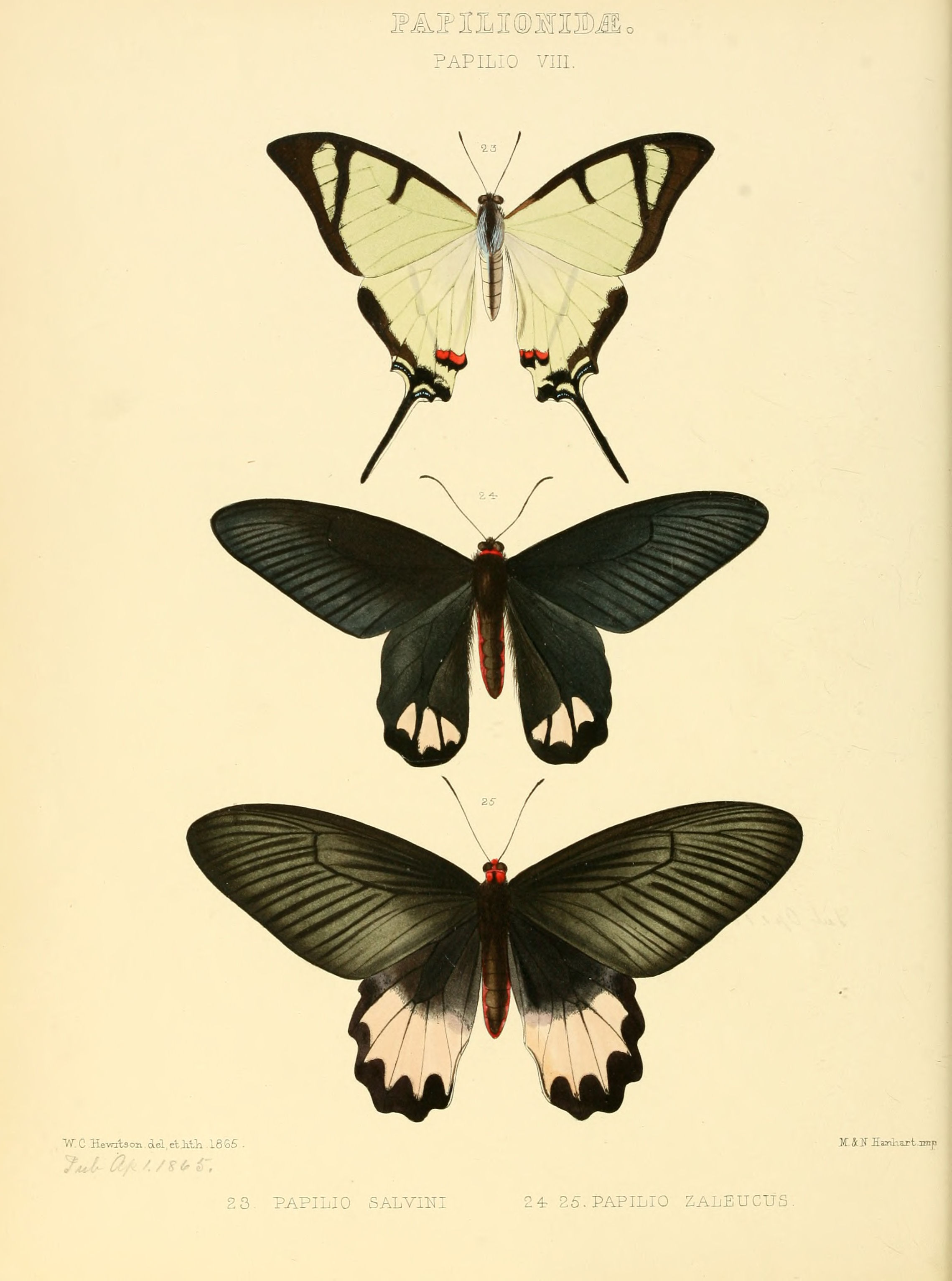